# Maxillaria hennisiana
Maxillaria hennisiana är en orkidéart som beskrevs av Rudolf Schlechter. Maxillaria hennisiana ingår i släktet Maxillaria och familjen orkidéer. Inga underarter finns listade i Catalogue of Life.